# Bodianus oxycephalus
Bodianus oxycephalus is een  straalvinnige vissensoort uit de familie van lipvissen (Labridae). De wetenschappelijke naam van de soort is voor het eerst geldig gepubliceerd in 1862 door Bleeker.
De soort staat op de Rode Lijst van de IUCN als Onzeker, beoordelingsjaar 2008.